# Pavlodar (região)

Localização da região de Pavlodar

Pavlodar (Павлодар, em cazaque; Павлодарская, em russo) é uma região do Cazaquistão. Sua capital é Pavlodar. A população estimada da região é de 851 000 habitantes. Tem origem no óblast de Pavlodar, criado em 1938.